# Gearum brasiliense
Gearum es un género monotípico de plantas con flores perteneciente a la familia Araceae. Su única especie, Gearum brasiliense N.E.Br. es originaria de Brasil donde se distribuye por Goiás, Tocantins y Mato Grosso.

## Taxonomía
Gearum brasiliense fue descrito por Nicholas Edward Brown y publicado en Journal of Botany, British and Foreign 20: 196–197. 1882.